# Carex pseudohelvola
Carex pseudohelvola är en halvgräsart som beskrevs av Alfred Oswald Kihlman. Carex pseudohelvola ingår i släktet starrar, och familjen halvgräs. Inga underarter finns listade i Catalogue of Life.